# África Oriental Portuguesa
África Oriental Portuguesa es el nombre que recibían una serie de colonias portuguesas situadas a lo largo de la costa de África Oriental y que hoy en día son parte de Mozambique.

## Designación oficial
A lo largo de su historia, el África Oriental Portuguesa tuvo las siguientes designaciones oficiales:
- Capitanía de Sofala (Capitania de Sofala, 1501-1752), vinculada a la India portuguesa.
- Capitanía de Mozambique (Capitania de Moçambique, 1569-1752), vinculada a la India portuguesa.
- Capitanía general de Mozambique, Sofala y Ríos de Sena (Capitania-Geral de Moçambique, Sofala e Rios de Sena, 1752-1836), con vínculo directo con Portugal, situación que perduraría hasta la independencia.[1][2]
- Provincia de Mozambique (Província de Moçambique, 1836-1891).
- Estado de África Oriental (Estado da África Oriental, 1891-1893).
En este período, la designación «Provincia de Mozambique» (Província de Moçambique) correspondía solo a una de las dos subdivisiones del Estado de África Oriental. La otra se llamaba «Provincia de Lorenzo Marques» (Província de Lourenço Marques).[3]
- Provincia de Mozambique (Província de Moçambique, 1893-1926).
A partir de 1911, el término «colonia» comenzó a usarse, como un término alternativo a «provincia», para designar a Mozambique.
- Colonia de Mozambique (Colónia de Moçambique, 1926-1951).
Desde la promulgación de la nueva Carta Orgânica da Colónia de Moçambique en 1926,[4] prevaleció la designación «Colonia de Mozambique», sin embargo, continuó utilizándose la designación «Provincia de Mozambique» ocasionalmente hasta 1951, cuando esta última volvió a ser la única designación oficial.
- Provincia de Mozambique (Província de Moçambique, 1951-1972).
- Estado de Mozambique (Estado de Moçambique, 1972-1975).

## Historia
Portugal fundó estos puestos comerciales, que más tarde se convertirían en colonias, a partir de 1498, cuando Vasco da Gama alcanzó por primera vez la costa de Mozambique en su viaje hacia la India. A finales del siglo XIX, algunas de estas colonias fueron cedidas a compañías comerciales como la Compañía de Mozambique (Companhia de Moçambique en portugués).

Actividad portuguesa en Zimbabwe, Zambezia y regiones adyacentes, c. 1500-1700.

Las colonias que formaban lo que se conocía como África Oriental Portuguesa eran (de sur a norte):
- Lourenço Marques, hoy Maputo, capital de Mozambique.
- Inhambane.
- Manica y Sofala (administradas hasta 1942 por la Compañía de Mozambique).
- Quelimane y Tete (inicialmente separadas, pero unidas posteriormente como Zambezia).
- Mozambique (ahora Nampula).
- Niassa (administrada hasta 1929 por la Compañía de Niassa)

Tras la Primera Guerra Mundial, Portugal obtuvo de la colonia alemana de Tanganica el puerto de Kionga.
En 1951, las colonias fueron unificadas en una única provincia de ultramar con el nombre de Mozambique (Moçambique en portugués). Algunas de estas provincias han dado nombre al de las modernas provincias de Mozambique.

Escudo de armas (1935-1951)
Escudo de armas menor (1935-1951)